# الرقابة حسب البلد
تسرد هذه المقالة الرقابة في مختلف دول العالم بما في ذلك الرقابة على الإنترنت، حرية الصحافة، حرية التعبير وكذا حقوق الإنسان حسب البلد، ويعرضها في جدول قابل للفرز، إلى جانب روابط لمقالات تحتوي على مزيد من المعلومات..

## خرائط

### تقرير حرية الصحافة
حرية الصحافة عام 2015
| غير حُرّة | حُرّة نسبيًا | حُرّة | لا معلومات |

### مؤشر حرية الصحافة
مؤشر حرية الصحافة لعام 2014
| تضييق شديد على حرية الصحافة تضييق متوسط على حرية الصحافة تضييق خفيف على حرية الصحافة | حريّة نسبية للصحافة حريّة تامة للصحافة لا معلومات |

### الرقابة على الإنترنت
الرقابة على الإنترنت حسب البلد
| رقابة صارمة جدًا رقابة متوسطة الصرامة رقابة خفيفة الصرامة | رقابة بسيطة جدًا لا رقابة لا معلومات |

### حجب يوتيوب

حجب موقع يوتيوب حسب البلد
لا حجب
يُمكن الوصول للموقع
حجب دائم تقريبًا
حجب نسبي

| لا حجب | يُمكن الوصول للموقع | حجب دائم تقريبًا | حجب نسبي |